# Pseudocaspidea
Pseudocaspidea là một chi bọ cánh cứng trong họ Chrysomelidae.
Chi này được miêu tả khoa học năm 1899 bởi Jacobson.

## Các loài
Chi này gồm các loài:
- Pseudocaspidea cassidea (Westwood, 1842)